# Lucjan Czerny
Lucjan Czerny (ur. w 5 czerwca 1945, zm. 28 marca 2021) – polski aktor i piosenkarz, dziennikarz radiowy i artysta estradowy.

## Życiorys
Pochodził z Katowic, gdzie uczęszczał do szkoły muzycznej. Uczył się również w Ogólnokształcącej Szkole Baletowej im. Ludomira Różyckiego w Bytomiu. Występował w Zespole Pieśni i Tańca „Śląsk”, jednocześnie ucząc się i pracując – najpierw na kopalni, a następnie w Telewizji Katowice m.in. przy budowie scenografii. Następnie przez wiele lat pracował jako dziennikarz radiowy – najpierw w Radiu Top (nieistniejącym), a następnie w Radiu Piekary, gdzie prowadził audycje o charakterze muzyczno-regionalnym (Gościniec Śląski, Śląska Nocka, Festiwal Szlagierów, Kuźnia talentów).
Współpracował z Estradą Śląską, a w latach 70. XX wieku założył zespół Kapela z Katowic, w skład którego wchodzili śląscy muzycy. Występował z taki artystami jak Ireneusz Dudek, Krzysztof Krawczyk, Zenon Laskowik czy Mariusz Kalaga i zespół Gang Marcela. W swoim repertuarze solowym miał m.in. śląskie piosenki ludowe. Na licznych imprezach pełnił również rolę konferansjera i wodzireja.
Był członkiem Bractwa Gwarków oraz jednym z założycieli Bractwa Artystycznego Związku Górnośląskiego. W uznaniu swej działalności otrzymał odznakę honorową „Za zasługi dla oświaty”. Był również laureatem tytułów: Hanysa – przyznawanego przez miasto Ruda Śląska oraz Mikołowianina Roku (2005).

## Filmografia
- Grzeszny żywot Franciszka Buły (1980)
- 6 milionów sekund (1983) – fotograf (odc. 7)
- Komedianci z wczorajszej ulicy (1986)
- Angelus (2001) – ubek
- Szklane usta (Glass lips) (2006) – kierownik krematorium
- Młyn i krzyż (The Mill and the Cross) (2010) – Bram
- Ewa (2010) – konferansjer
- Onirica (2013) – kierownik w supermarkecie